# حزب کمونیست چکسلواکی
حزب کمونیست چکسلواکی (چکی و اسلواکی: Komunistická strana Československa, KSČ) یک حزب سیاسی کمونیست و مارکسیست-لنینیست در چکسلواکی بود که از ۱۹۲۱ تا ۱۹۹۲ میلادی برقرار بود. این حزب عضو کمینترن بود و از ۱۹۲۹ تا ۱۹۵۳ کلمنت گوتوالد رهبر آن بود. پس از پیروزی در انتخابات ۱۹۴۶ قدرت را در کودتای ۱۹۴۸ به دست گرفت و نظام تک‌حزبی را راه‌اندازی کرد و متحد اتحاد جماهیر شوروی سوسیالیستی شد. به دنبال آن ملی‌سازی همهٔ شرکت‌های خصوصی انجام شد.
در ۱۹۶۸ الکساندر دوبچک رهبر حزب، اصلاحاتی شامل فرایندی دموکراتیک را پیشنهاد داد که منجر به حمله شوروی به چکسلواکی شد. تحت فشار کرملین، همهٔ اصلاحات لغو شد، رهبری حزب به دست شاخهٔ اقتدارگرای آن افتاد و تصفیهٔ غیر خونین بزرگی در حزب انجام شد.
در ۱۹۸۹ رهبری حزب، زیر فشار مردم در انقلاب مخملی، نخستین انتخابات رقابتی از سال ۱۹۴۶ را برگزار کرد. انجمن مدنی در انتخابات ۱۹۹۰ به پیروزی رسید و حزب کمونیست شکست خورد.
در اکتبر ۱۹۹۰ حزب کمونیست چکسلواکی به فدراسیونی از حزب کمونیست بوهم و موراویا و حزب کمونیست اسلواکی تبدیل شد.

## رهبران
Note: The KSČ leader was called Chairman (Předseda) 1945 - 1953, First Secretary (První tajemník) 1953-1971, and General Secretary (Generální tajemník) 1921 - 1945 and again 1971 - 1989.
- واتسلاو استورک (۱۹۲۱–۱۹۲۲)
- آلویس مونا (۱۹۲۲–۱۹۲۴)
- ژوزف هاکن (۱۹۲۴–۱۹۲۵)
- بوهومیل ژیلک (۱۹۲۵–۱۹۲۹)
- کلمنت گوتوالد (۱۹۲۹–۱۹۵۳)
- آنتونین نووتنی (۱۹۵۳–۱۹۶۸)
- الکساندر دوبچک (۱۹۶۸–۱۹۶۹)
- گوستاو هوشاک (۱۹۶۹–۱۹۸۷)
- میلوش یاکش (۱۹۸۷ – ۲۴ نوامبر ۱۹۸۹)
- کارل اوربانک (۲۴ نوامبر – ۲۰ دسامبر ۱۹۸۹)
- لادیسلاو آدامک (۱۹۸۹–۱۹۹۰)، رئیس؛ واسیل موهوریتا (۱۹۸۹–۱۹۹۰)، نخستین دبیرکل